# Gio Pika
Gio Pika, nato Jioevi (in georgiano გიო ჯიოევი?; in russo Георгий Владимирович Джиоев?, Georgij Vladimirovič Džioev; Tbilisi, 8 maggio 1978), è un rapper georgiano con cittadinanza russa.

## Biografia
Gio Pika ha iniziato a guadagnare visibilità dopo aver pubblicato diversi album in studio a partire dalla metà degli anni dieci. È salito alla ribalta con la hit Gde prošla ty, un duetto con Kravc tratto dall'LP congiunto 17 mgnovenij oseni (2023), che ha segnato la sua prima numero uno nella Latvijas straumētāko singlu della Latvijas Izpildītāju un producentu apvienība, per poi diventare un successo radiofonico sia in Estonia, Kazakistan che in Moldavia.
Nel novembre 2023 è avvenuta la pubblicazione del decimo album 60 sekund do zimy, sempre in collaborazione con Kravc. È stato candidato per tre riconoscimenti alla gala musicale di Muz-TV, uno per la rivelazione dell'anno, perso nei confronti di Xolidayboy, e due per Gde prošla ty.
Un anno più tardi ha conseguito il suo primo ingresso nella Top Internet Hits Russia Weekly Chart della Tophit con Mir (2024; 15º posto), un duetto con Miravi. Nel giugno 2025 ha ricevuto due riconoscimenti per gli oltre 100 milioni di stream su VK Muzyka sia per Listopadom (2023) che per Mir.

## Stile musicale e influenze
Gio Pika è noto per mescolare la chanson con l'hip hop nelle sue opere, ispirate allo stile degli anni novanta e zero. È stato accreditato come uno dei responsabili della crescita di popolarità della chanson russa negli anni venti.

## Discografia

### Album in studio
- 2016 – Ėtnos
- 2016 – Čërnyj cvetok, čast' 1
- 2017 – Sinie kamni
- 2018 – Provincija Ėl'zas (con Pikovyj & Bėnd)
- 2019 – Sinij kamen'
- 2020 – Memento mori (con Trueten)
- 2020 – Maconi
- 2022 – 1000 let vesny (con Kravc)
- 2023 – 17 mgnovenij oseni (con Kravc)
- 2023 – 60 sekund do zimy (con Kravc)
- 2024 – Fistaška (con Slovetskiy)
- 2025 – Odna minuta leta (con Kravc)

### EP
- 2017 – Chroniki
- 2018 – Velikan (con Trueten)
- 2019 – Remixes
- 2023 – Sbornik remiksov 2023: Adam Maniac Remixes (con Kravc)

### Mixtape
- 2016 – Sbornik sever, čast' 4
- 2016 – Sbornik sever 3
- 2016 – Sbornik sever 2
- 2017 – Sbornik sever, čast' 1
- 2019 – Neizdannoe
- 2019 – Izbrannoe

### Singoli
- 2015 – Poėt
- 2016 – Syktyvčë!? (con Sovče)
- 2016 – Čërnye rozy (con Sh Kera)
- 2017 – Oblaka (con 9 Gramm e Slovetskij feat. DJ Wide)
- 2018 – Vladikavkaz naš gorod (con Sh Kera)
- 2018 – Kulino bitlo (con Sovče e Markus)
- 2018 – Gospodin prezident (con Pikovyj bėnd)
- 2019 – Na bavarskom motore
- 2019 – Serenady ravšany (feat. DJ Puza TGK)
- 2019 – Kažetsja strannym (con Trueten)
- 2020 – Na cvetnom bul'vare
- 2020 – Otečestvo kazënnoe
- 2020 – Cholodnoe leto (con Slimus)
- 2020 – Ja obeščaju
- 2020 – Borz Khamzat
- 2021 – Piter
- 2021 – V debrjach (con Krasnoe derevo e Kravc)
- 2021 – S ljubov'ju iz Vorkuty
- 2021 – Gio Pika (con Adam Maniac)
- 2021 – Korol' nomer nol'
- 2021 – Opjat' doždi (con Kravc)
- 2021 – Dvuglavaja ptica
- 2021 – Bes god rebro
- 2022 – Odnaždy (con Kravc)
- 2022 – Stancija Mikun'
- 2022 – Čudesa (con Ves' e Slimus)
- 2022 – Odin v pole voin
- 2022 – Chvoja
- 2022 – Kak ni kruti (con Kravc e Krasnoe Derevo)
- 2022 – Na bavarskom motore
- 2022 – Vse grudy
- 2022 – Choromy severa
- 2023 – Lovers (con Kravc)
- 2023 – Listopadom
- 2023 – Tango bljuz
- 2023 – Šamanka (con Kravc)
- 2023 – Lëd serdce
- 2023 – Na belom (con i Kaspijskij gruz feat. Anqie & ĖndiĖndi)
- 2023 – Vena-Pariž (con Levandowskiy)
- 2023 – Gde ty?
- 2023 – Komety
- 2023 – Gde prošla ty (con Kravc)
- 2023 – Sotni dorog (con Kravc e Krasnoe derevo)
- 2024 – Guljat' pod doždëm
- 2024 – Mir (con Miravi)
- 2024 – Pozvoni
- 2024 – Začem toptat' moju ljubov' (con Nikolaz Buzaladze, DJ Nejtrino e Jakonda)
- 2024 – Prazdnik (con Slimus)
- 2025 – Proščenie naše
- 2025 – Svejki Riga